# Örsopp
Örsopp (Suillus bovinus) är en svamp i ordningen soppar. Arten finns i Sverige och är inte giftig, men den anses heller inte god att äta på grund av den skumgummiartade konsistensen. Örsoppen är en av flera svampar som ibland benämns kosopp eller kosvamp, vilket också det vetenskapliga namnet antyder. Den växer ofta gyttrat. 
Örsoppen växer ofta tillsammans med rosenslemskivling, vilken antas parasitera på örsoppens mycel.